# Arthur Poe
Arthur Poe (generalmente conocido como el Sr. Poe) es uno de los personajes de ficción de la serie de libros A Series of Unfortunate Events de Lemony Snicket. En la película Lemony Snicket's A Series of Unfortunate Events fue personificado por Timothy Spall.
Es el banquero a cargo de los asuntos de los huérfanos Baudelaire. Fue su guardián durante un corto tiempo en Un mal principio antes de ser llevados con el Conde Olaf. Su incompetencia y egocentrismo en su postura de autoridad lo convierten en el ejemplo de un jefe de carácter débil. Tiene una esposa, Polly, y dos niños, Edgar y Albert, los cuales sólo aparecen en el primer libro.
Aunque su fiducial responsabilidad es la de proteger a los Baudelaire, pocas veces sirve de ayuda, esto debido a su inconsciencia, y a dar mayor importancia a sus actividades bancarias que al bienestar de los Baudelaire. Sólo demostraba un comportamiento auténticamente responsable hacia ellos cuando se hallaba cara a cara con ellos, y su sentido de responsabilidad hacia ellos se limitaba a llevarlos personalmente hacia el próximo lugar donde les tocaría vivir (o encargarle a alguien más que lo hiciera), al tiempo que respondía a sus preguntas sobre el estilo de vida que les esperaba allí; a partir del momento en que él y los Baudelaire dejaban de tener contacto en persona, estos últimos se veían obligados a arreglárselas prácticamente solos, y Poe no se volvía a preocupar por ellos hasta el momento en que se producía algún acontecimiento que implicara que debían trasladarse a otro sitio. Aunque obviamente los Baudelaire sean mucho más inteligentes que él, este rechaza todo lo que ellos dicen como si fuesen simples divaganciones de niños, y prácticamente nunca tomaba en serio sus denuncias sobre que el Conde Olaf se hallaba disfrazado cerca de los Baudelaire, aunque ante sus ojos hubiera más de una cosa que indujera a sospechar de su presencia; se comportaba así al menos hasta que llegaba a tomar consciencia de que se hallaba ante pruebas sólidas de que el Conde Olaf realmente estaba cerca de los Baudelaire. Algunos seguidores de la serie creen que la razón por la cual Poe es deliberadamente inútil -- es que, en realidad es un villano (algunos otros creen que es un miembro de V.F.D.). Un posible argumento en contra de esto es que (según el sitio de internet TheNamelessNovel) los bigotes no vienen incluidos en el botiquín de disfraces de V.F.D. Sin embargo, en el dibujo del "No" Capítulo de El penúltimo peligro, se puede observar un bigote falso en el piso.
En La habitación de los reptiles, se vuelve completamente loco cuando ve que Sunny es mordida por La Víbora Increíblemente Mortal, pero sin embargo de ninguna forma intenta ayudar a los Baudelaire.
Poe es el vocero de Corporación Fraudusuaria (Mulctuary Money Management). La palabra "mulct" significa "desfalcar fondos." Esto también ha llevadó a la especulación de que Poe está en busca de la fortuna de los Baudelaire, y de que los ha puesto en peligro a propósito. Otros creen que es simplemente un comentario satírico sobre la opinión general de los bancos.
EL hecho de que el Sr. Poe tenga tos puede significar que es un villano o un voluntario y que utiliza su tos como parte de un "Disfraz de Voz de Adorno" (Voice Finery Disguises) V.F.D. Esto también puede significar que él y su hermana, Eleanora son huérfanos y que han pasado por muchos incendios - así, provocándole una tos horrible debido a todo el humo. Sin embargo esto no es una teoría 
fuertemente sugerida, porque entonces Eleanora también tendría una terrible tos.
Se desconoce si el Sr. Poe logró escapar del incendio en el Hotel Denouement. Algunos también creen que ha sido asesinado o que lo asesinarán utilizando un arpón. Esto se creyó porque en el segundo párrafo de la página 233 de El penúltimo peligro Snicket dice: "no era el destino del Sr. Poe morir por un arpón, al menos no está tarde en particular". Esto puede significar que en el futuro asesinarán con un arpón al Sr. Poe, pero también puede referirse al hecho de que se salvó de morir en esta ocasión, o simplemente es otra de las formas pesimistas de escribir de Lemony Snicket. 
Aunque Poe sigue siendo un bufón en la película, el nunca dice nada explícitamente condescendiente, pero aun así su actitud condescendiente se da a conocer. Tampoco tose, lo cual ocurre durante toda la serie. En varios de los libros, él parece estar muy emocionado al recibir un ascenso. En Un mal principio aún no se declaraba oficial su ascenso en Corporación Fraudusuaria, pero al comienzo de "El aserradero lúgubre", mientras estaban en un tren rumbo a Paltryville, le anunció a los niños que había sido promovidó a Vicepresidente a cargo de las monedas. Después en el sexto libro de la serie, El ascensor artificioso, se convierte en Vicepresidente a cargo de asuntos de huérfanos. Desde entonces, pierde contacto con los niños, pero al final de La cueva oscura (The Grim Grotto) tiene un pequeño encuentro con los niños en Playa Salada, justo antes de que los Baudulaire conocieran a Kit Snicket
Aunque no se sabe con seguridad, el Sr. Poe pudo haber muerto en el incendio del Hotel Denoement causado por el Conde Olaf.
- Datos: Q2291638